# 吉田憲夫
吉田 憲夫（よしだ のりお、1945年 - ）は、日本の経済学者。大東文化大学経済学部現代経済学科教授。研究分野は経済学史、経済理論。廣松渉に師事したマルクス経済学者・経済学史家。

## 略歴
- 1970年 早稲田大学商学部卒。
- 1972年 早稲田大学大学院商学研究科修士課程修了（商学修士）。
- 1978年 早稲田大学大学院商学研究科博士課程単位取得後退学。
- 1978年 大東文化大学経済学部経済学科助手。
- 1978年 学習院大学経済学部非常勤講師。
- 1980年 大東文化大学経済学部経済学科専任講師。
- 1983年 大東文化大学経済学部経済学科助教授。
- 1988年 大東文化大学経済学部教授。

## 著作
単著
- 『資本論の思想――マルクスと廣松物象化論』 情況出版、1995年

共編著
- 『廣松渉論』 大庭健・高橋順一・小林敏明・野家啓一・島田稔夫・山本啓共著 ユニテ、1982年
- 『ワードマップ 資本主義』 今村仁司編、星野智・樫村晴香共著 新曜社、1986年
- 『廣松渉コレクション 第4巻 物象化論と経済学批判』 廣松渉著 情況出版、1995年
- 『廣松渉を読む』 木前利秋・山本耕一・星野智・降旗節雄・小林昌人・吉本隆明・田畑稔共著 情況出版、1996年